# Riu Izarilla
El riu Izarilla és un corrent fluvial de Cantàbria (Espanya). Neix a les proximitats de Conca Vítor, al vessant septentrional de la serra d'Híjar, i discorre pel desguàs d'una petita conca glacial del Juràssic. Passa per les localitats de Población de Suso, Suano, Izara, Villaescusa, Matamorosa i Reinosa, on s'uneix al riu Ebre ja a la cua del seu pantà. El seu principal afluent és el rierol Marlantes.
El seu curs és ràpid fins Suano, on arriba al fons de la vall de l'Híjar. A partir d'aquest punt, el corrent discorre entre molleres i planes en què forma molts petits meandres. En arribar a Matamorosa, seva llera comença a degradar-se notablement per efecte de la contaminació originada en aquesta localitat i la de Reinosa.
En aquest riu es troben truites de mida petita, barbs roigs (Phoxinus phoxinus), i fins a la infestació per afanomicosi havia bones colònies de crancs de riu europeu.